# Alberto Morillas
Alberto Morillas es un perfumista español. Trabaja como maestro perfumista para la firma suiza de fragancias y esencias Firmenich, realizando creaciones como CK One de Calvin Klein, Acqua di Giò de Giorgio Armani y Daisy de Marc Jacobs. Tiene una línea independiente llamada Mizensir desde el año 1999..

## Comienzos
Morillas, natural de Morón de la Frontera (Sevilla-España), donde  nació en 1950 y se trasladó a Suiza con diez años. Estudió durante dos años en la École des Beaux Arts de Ginebra.
Sus primeros recuerdos olfativos son el frasco de Rochas Femme de su madre y el tónico para el cabello de su padre.

## Carrera

### Firmenich
Principalmente autodidacta, Morillas comenzó trabajando en perfumería a los 20 años, a raíz de un artículo en Vogue sobre el perfumista francés Jean-Paul Guerlain. Se unió a la empresa suiza de perfumes y esencias Firmenich en 1970 y hasta la fecha ha creado unos 7000 perfumes. Se consolidó con la creación en 1975 de Must de Cartier, la primera fragancia de la compañía de joyas.
Entre las creación más destacadas de Morillas se encuentra CK One, desarrollada con Harry Fremont en 1994 para la marca de moda Calvin Klein. A mediados de la década de 1990, CK One tenía ventas anuales de alrededor de 90 millones USD y en 2007 todavía vendía unos 30 millones anuales USD en los Estados Unidos. En Perfumes: The Guide, Luca Turin calificó CK One con cuatro de cinco estrellas, describiéndola como «cítrico radiante» que combina "notas de salida jabonosas y frescas" con notas de corazón y de fondo simultáneamente, creando un efecto lineal por el que la fragancia sostiene un «acorde» en vez de ir cambiando a lo largo del día: «El tiempo se detiene a las 8 de la mañana: una mañana detenida en el tiempo de un prometedor día». A menudo se cita como la primera fragancia "unisex"  (aunque los historiadores notan que dividir las fragancias por género era en sí mismo una novedad relativa surgida como desarrollo de las técnicas de marketing del siglo XX.

### Otros proyectos
En 1997, Morillas y su mujer lanzaron una línea de velas aromáticas con el nombre de Mizensir, que creció hasta alcanzar 80 velas distintas. En 2015, Morillas amplió la marca para incluir 17 perfumes. En colaboración con Penhaligon's, Morillas también ofrece un servicio de perfumería personalizada, Bespoke by Alberto Morillas, inspirándose en el Salon de Parfum de los grandes almacenes Harrods de Londres.

### Premios
Morillas ganó el Premio François Coty en 2003.

## Vida personal
Morillas vive en Ginebra, y pasa temporadas en París y Nueva York.

## Perfumes
Bright Crystal Versace 
- Versace Dylan Blue (1996)[11]
- Calvin Klein CK One (1994)[11]
- Estée Lauder Pleasures (1995)[1][12]
- Giorgio Armani Acqua di Gio (1996)[11]
- Jesús del Pozo Esencia de duende (1996)[11]
- Giorgio Armani Acqua di Gio Pour Homme[13]
- Kenzo Flower (2000)[14][15]
- Tommy Hilfiger Tommy[3][16]
- Marc Jacobs Daisy[2][17]
- Valentino Valentina (2011)[11]
- Gucci Bloom[18]
- Gucci Bloom Acqua di Fiori (2018)[19]
- Gucci Bloom Nettare di Fiori[2]
- Gucci Guilty Absolute[20]
- Gucci Guilty Absolute Pour Femme[21]
- Eric Buterbaugh Apollo Hyacinth (2015)[22]
- Eric Buterbaugh Fragile Violet (2015)[23]
- Eric Buterbaugh Kingston Osmanthus (2016)[23]
- Bulgari Omnia (2003)[24]
- Bulgari Goldea (2017)[25]
- Bulgari Man Wood Essence (2018)[26]
- Bulgari Omnia Pink Sapphire (2018)[27]
- By Kilian Good Girl Gone Bad (2012)[28]
- By Kilian Good Girl Gone Bad Extreme (2017)[29]
- By Kilian Musk Oud[30]
- Le Labo Vanille 44[31]
- Mizensir Bois De Mysore[1]
- Mizensir L'Envers Du Paradis[1]
- Mizensir Little Bianca[1]
- Mizensir Sweet Praline[3]
- Mizensir Vanilla Bergamot[3]
- Mizensir Eau De Gingembre[3]
- Must de Cartier (1975)[3]
- Penhaligon's Iris Prima (2013)[32]
- Thierry Mugler Cologne[33][34]
- Zara Home Aqua Bergamota (2016)[35]
- Zara Home Evitorial Twist (2016)[35]
- 2019: Fragrance One, Office for Men (para el YouTuber Jeremy Fragrance/Julius Spinner)[35]
- Salvatore Ferragamo Uomo Signature (2018)

• Bright Crystal Versace
• Bright Crystal Absolu Versace
• Eros eau de toilette Versace 
- 212 men Carolina Herrera 1999
- Zara ELEVATED OUD PARFUM (2023)
- Zara MEMORABLE OUD PARFUM (2023)
- Zara VIRTUOUS OUD PARFUM (2023)
- Zara BLOOMING OUD PARFUM (2023)